# Satélites de Cleópatra
O asteroide 216 Cleópatra possui dois satélites naturais conhecidos, chamadas de Alexhelios e Cleoselene. Em setembro de 2008, Franck Marchis e seus colaboradores anunciaram que através da utilização do sistema de óptica adaptativa do Observatório W. M. Keck, localizado em Mauna Kea, Havaí, que descobriram dois satélites orbitando Cleópatra.

## Alexhelios
Alexhelios, o satélite maior, foi descoberto em imagens feitas no dia 19 de setembro de 2008 pelos astrônomos Franck Marchis, Pascal Descamps, Jérôme Berthier e J. P. Emery através do telescópio Keck II do Observatório W. M. Keck. Este corpo celeste tem um diâmetro com cerca de 8,9 km, orbita a uma distância média de cerca de 678 km do centro do asteroide. Alexhelios circula Cleópatra a cada 2 dias e 7,7 horas.

## Cleoselene
Cleoselene, o segundo satélite, foi descoberto no dia 19 de setembro de 2008, pelos astrônomos  F. Marchis, P. Descamps, J. Berthier, F. Vachier e JP Emery  através do telescópio Keck II do Observatório W. M. Keck. Seu diâmetro é de 3 km e orbita Cleópatra a uma distância média de cerca de 380 km.